# 気分はパラダイス
『気分はパラダイス』（きぶんはパラダイス）は、1981年10月7日から1985年9月25日までテレビ東京で放送されていたテレビ番組である。テレビ東京とイーストの共同製作。

## 概要
放送開始から半年間は宮崎美子が司会を務める音楽番組だったが、1982年4月にビートたけしを司会に迎えたトーク番組へとリニューアルした。以来、最終回までこの内容で放送され続けた。
番組終了後たけしは暫くテレビ東京でのレギュラー番組は無かったが、12年後の1997年4月から『たけしの誰でもピカソ』を開始する。

## 放送時間
いずれも日本標準時。
- 水曜 22:30 - 23:00 （1981年10月7日 - 1983年3月30日）
- 水曜 22:00 - 22:30 （1983年4月13日 - 1985年9月25日） - 『スポーツTODAY』の放送開始に伴い、30分繰り上げて放送。

## 出演者

### 音楽番組時代
- 宮崎美子

### トーク番組時代
- ビートたけし
- ポール牧
- 高田文夫
- 景山民夫
- 松尾伴内
- 斉藤慶子（アシスタント）
- 美保純（アシスタント）
- おすぎ（アシスタント）
- 黒川ゆり（アシスタント）

## スタッフ

### トーク番組時代
- 企画：北野武
- 構成：川崎良、景山民夫
- 技術：岡本隆嗣、湯本秀広
- 映像 (カメラ)：島方春樹、白田龍夫、加藤孝男、菅野恒雄、宮田伸
- 照明：滝沢進、出口勉、為貝幸弘
- 音声：小西幸久、錦織雅彦、市村雅彦
- ＶＥ：深澤武
- ＶＴＲ：井尾俊三
- 美術進行：伊与木敏郎、田村次郎、田中昭久／冨田秀之
- 音響：川崎恵介、水崎雅雄
- エアロビクス指導：なかまよりこ
- 技術協力：渋谷ビデオスタジオ、ビデオスタッフ、東新（現 ザ・ホライズン）、東京サウンド企画（現 スカイウォーカー）
- 美術：ウッドオフィス ／ NHK美術センター（現 NHKアート）
- タイトルデザイン：久里洋二、音楽：PIGBAG
- 編集：六本木ビデオセンター、スイートニングセンター
- 演出：吉田宏、波多野健、小石川紀幸 ほか
- プロデューサー：高木律朗（テレビ東京）、富永正人（イースト）
- 製作：テレビ東京、イースト

## 放送局
- テレビ東京 - 製作局。
- テレビ大阪 - 1982年3月の開局時から放送。
- テレビ愛知 - 1983年9月の開局時から放送。
- テレビせとうち - 開局前のサービス放送で最終回を放送。
- 岐阜放送 - 同時ネット。
- 三重テレビ - 同時ネット。
- 秋田テレビ：水曜（火曜深夜）0:15 - 0:45[1]
- 山形テレビ：火曜（月曜深夜）0:00 - 0:30[2]
- テレビ岩手：日曜 16:30 - 17:00[3]
- 宮城テレビ：土曜 14:30 - 15:00[4]
- 福島テレビ：水曜（火曜深夜）0:00 - 0:30[5]
- 新潟総合テレビ：土曜 11:00 - 11:30（1983年9月まで）[6] → 日曜（土曜深夜）0:25 - 0:55（1983年10月から）[7] → 月曜（日曜深夜）0:35 - 1:05（1985年1月時点）[8]
- 信越放送：金曜（木曜深夜）0:05 - 0:35（1983年8月4日放送開始）[9]
- 富山テレビ：水曜（火曜深夜）0:30 - 1:00[10]
- 福井テレビ：月曜（日曜深夜）0:35 - 1:05[11]
- 日本海テレビ：日曜 23:00 - 23:30[12]
- 中国放送：月曜 23:40 - 0:10[13]
- 高知放送：土曜（金曜深夜）0:35 - 1:05[14]
- テレビ西日本：土曜（金曜深夜）0:30 - 1:00（1983年12月時点）[15] → 火曜（月曜深夜）0:40 - 1:10（1985年時点）[16]
- 長崎放送：火曜 23:40 - 0:10（1985年10月22日で終了）[15]
- テレビ熊本：木曜（水曜深夜）0:00 - 0:30（1983年12月時点）[15] → 水曜（火曜深夜）0:25 - 0:55（1985年時点）[16]
- ほか